# 猿沢池
猿沢池（さるさわいけ、さるさわのいけ）は、奈良県奈良市の奈良公園にある周囲360メートルの池。興福寺五重塔が周囲の柳と一緒に水面に映る風景はとても美しく、「猿沢池月」 は南都八景のひとつとなっている。

## 概要
興福寺が行う「放生会」の放生池として、天平21年（749年）に造られた人工池である。放生会とは、万物の生命をいつくしみ、捕らえられた生き物を野に放つ宗教儀式である。

池の北側には三条通りが東西に走り、JR奈良駅から春日大社へと通じ、近鉄奈良駅からはアーケード街「東向商店街」が三条通りの途中に通じ、距離的には近鉄の方が多少近い。猿沢池の北には興福寺五重塔と五十二段と呼ばれる石段があり、その眺望が奈良県景観資産に指定されている。現在、猿沢池園地として整備され、市街地に近いこともあって市民の憩いの場となっている。2017年8月16日には初の取り組みとして10日間限定で、京都の川床を参考に「池床」が設けられた。

## 猿沢池の七不思議
- 澄まず
- 濁らず
- 出ず
- 入らず
- 蛙はわかず
- 藻は生えず
- 魚が七分に水三分

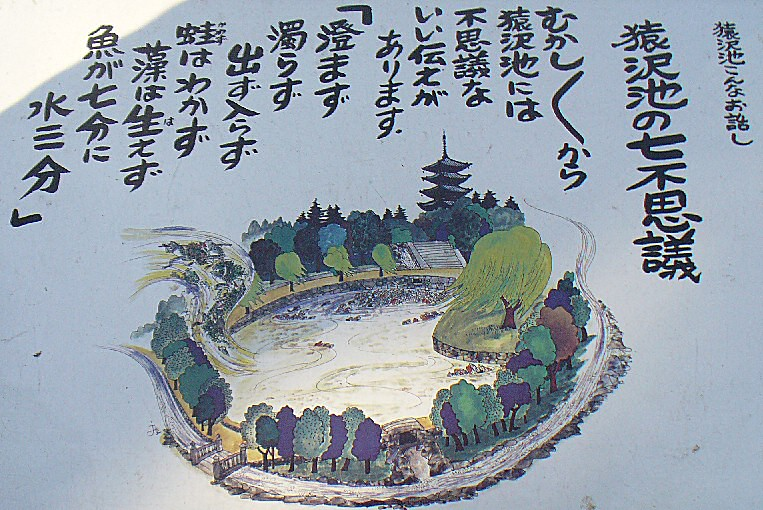
猿沢池七不思議標

猿沢池の水は、決して澄むことなくまたひどく濁ることもない。水が流入する川はなくまた流出する川もないのに、常に一定の水量を保っている。亀はたくさんいるが、なぜか蛙はいない。なぜか藻も生えない。毎年多くの魚が放たれているので増える一方であるにもかかわらず、魚であふれる様子がない。水より魚の方が多くてもおかしくないような池。
実際には上流下流があり暗渠となっている。近年池にアオコが常に発生していて、水は緑色であり、関係者を悩ませている。

## 祭事

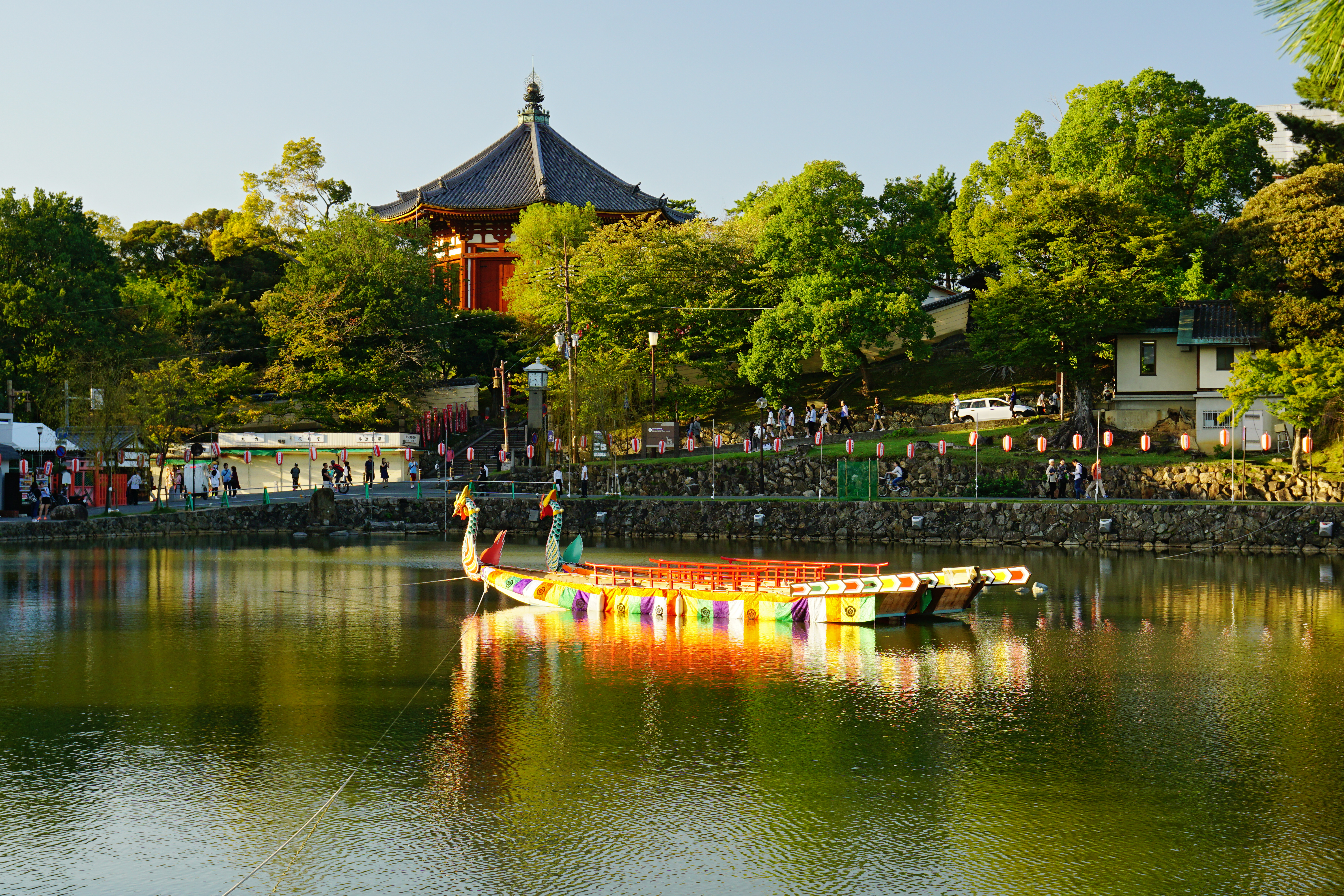
猿沢池に浮かぶ采女祭の管絃船、背後は興福寺南円堂

- 采女祭[4]

## 伝説・その他
猿沢池にちなんだ言い伝えはたくさんある。
- 猿沢池のほとりにある采女神社（うねめじんじゃ）は、帝の寵愛が衰えたことを嘆き悲しんで入水した采女を慰めるために建てられたという。
- 芥川龍之介の小説「龍」は、猿沢池から雲を呼び雨を降らせながら龍が天に昇ったという伝説を素材にしている。
- 猿沢池の名前の由来は、インドのヴァイシャーリー国の獼猴池（びこういけ）または猿池から来たものと言われている[5]。獼猴あるいは猴の字義としては、大きなサル[6]（または尾の短い種類のサル）を指している。
- 奈良県大淀町には、興福寺の僧に恋をした娘おいのが身を投げたといわれる「おいの池」がある。伝説ではおいの池と猿沢池は地中でつながっており、身を投げたおいのの笠が猿沢池に浮かんでいたという。
- 1959年に、七不思議に反して池の水が赤くなった時には、「この世の終わりだ」と騒がれたという。

## 写真

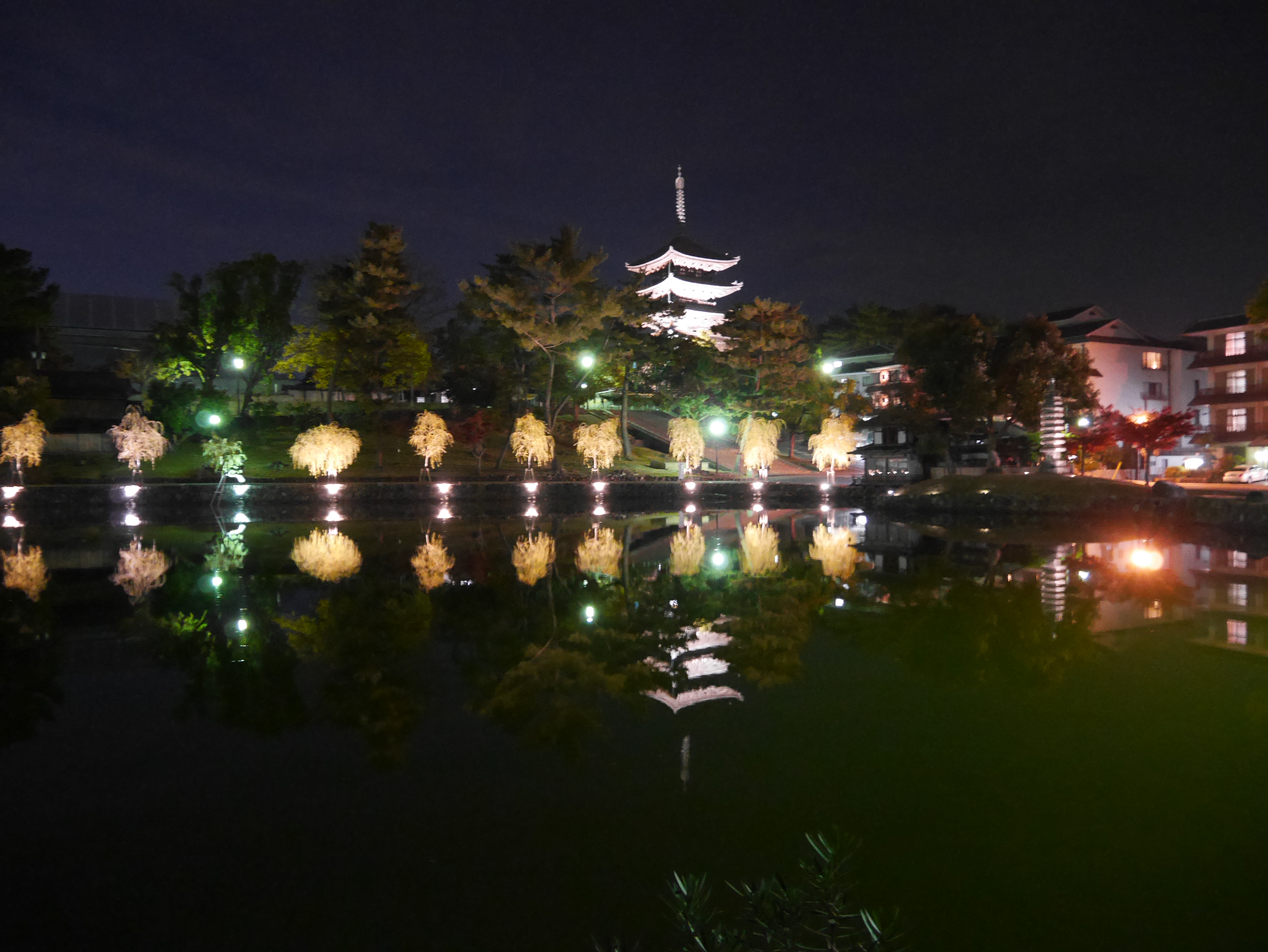
猿沢池に映る五重の塔
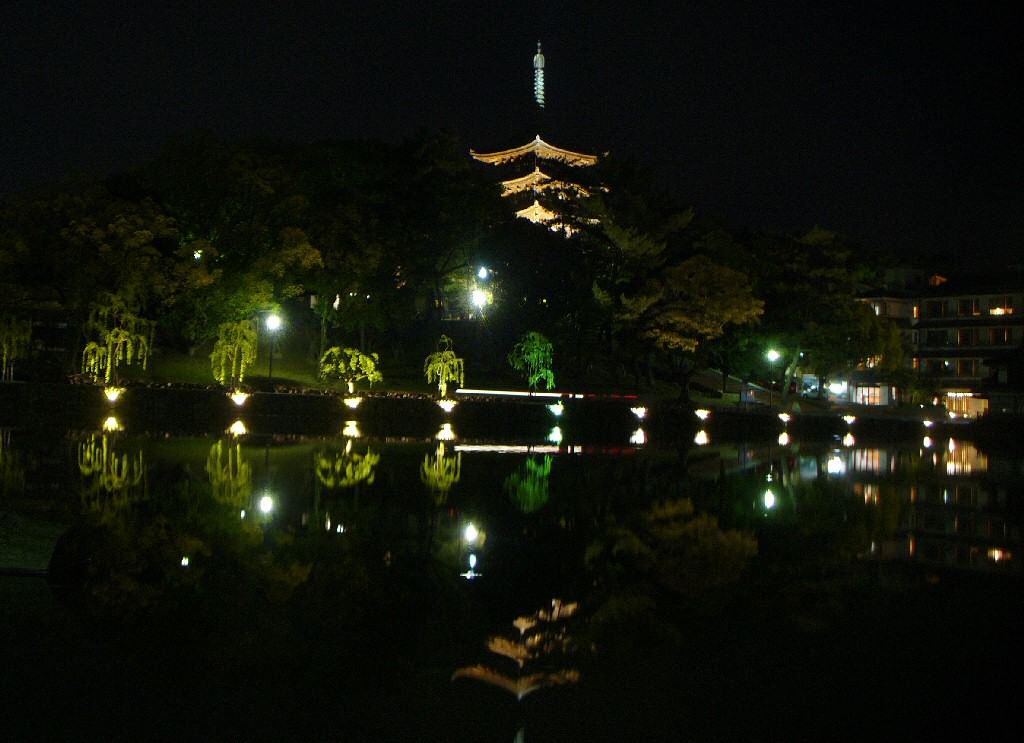
興福寺を臨む夜の猿沢池